# Shyhrete Behluli
Shyhrete Behluli (* 10. Januar 1962 in Mušutište, SFR Jugoslawien) ist eine kosovo-albanische Sängerin. Ihre Musik ist eine Mischung aus albanischer Folklore und zeitgenössischem Pop. Auch Einflüsse aus dem Turbo-Folk sind teilweise enthalten.

## Leben
Shyhrete Behluli wurde in eine musikalische Familie im südkosovarischen Dorf Mushtisht geboren, damals noch Teil Jugoslawiens. Ihr Vater, Xhemal Behluli, war der größte Unterstützer des Singtalentes seiner Tochter. Sie ging in die Mittelschule von Suhareka und lernte dort während eines Fußballspiels ihren zukünftigen Ehemann aus Podujeva kennen, den Industriearbeiter Luan Salihu. 1981 heiratete das Liebespaar. In den folgenden Jahren bekamen sie fünf Kinder.

## Diskografie

### Alben
- 1988: Gjuh e bukur
- 1990: Besa-besë
- 2001: Këngë Synetie
- 2003: Ti Fanar i pushuar
- 2004: Në Ditën e Flamurit
- 2005: Moj Fisnike
- 2006: Pse Pse
- 2007: O me ty, o pa ty
- 2008: Dasma Kosovare
- 2009: Evladi
- 2010: Të kam mik më ke mike
- 2011: Ma të mirë me u ba
- 2012: Banja qejfin vetes

### EPs
- 2022: Je ma e mira (mit Engjellusha Salihu)
- 2022: Shoqni e dashni (mit Engjellusha Salihu)

### Singles (Auswahl)
- 2005: Moj e mira e kësaj mahalle
- 2005: Duaje vjehrrën nuse
- 2006: Ah pleqni
- 2007: O me ty, o pa ty
- 2007: Bija o moj bija
- 2009: Evladi (Ende të dua)
- 2010: Lemza
- 2011: Lujma, lujma dorën
- 2012: Lum ajo, Motra që ka
- 2012: Moj kunata (mit Remzie Osmani & Motrat Mustafa)
- 2013: Hajde nuse, reja jeme
- 2017: Vella E Moter (mit Gold Ag)
- 2019: Adem Jashari (mit Gold Ag)
- 2020: Jam Shqiptar / Ben Arnavutum (mit Sinan Akçıl)